# Вальдбурги
Вальдбурги (нем. Waldburg) — род имперских графов из Южной Швабии и Форарльберга, в котором был наследственным пост трухзеса (сенешаля) Священной Римской империи.
Первым исторически известным Вальдбургом был Куно фон Вальдбург, настоятель аббатства Вайнгартен (1108—1132). Он является автором трудов «Августинский комментарий» (Augustinuskommentar) и, вероятно, «Родословной Вельфов» (Genealogia Welforum).
С пресечением рода Вальдбургов в мужском колене в 1210 году, владения и имя Вальдбургов были переняты их министериалами von Tanne, которые, не исключено, состояли в родстве с Вальдбургами. Из их числа в XIII веке трое занимали епископские кафедры в Констанце (в том числе Эберхард II) и в Шпайере. В родовом замке Вальдбургов в 1194 и 1220—1240 годах находили пристанище имперские клейноды.
Собственно, основателем рода считается Эберхард фон Танне-Вальдбург (1170—1234), в 1225 году впервые названный имперским трухзесом, и известный как советник Генриха VII. В 1424 году родовые владения были разделены между тремя линиями Вальдбургов. На начало XIX века существовали ветви с центрами в Вальдзе, Вольфегге и Цайле. Графы Вальдбург-Вальдзе, Вальдбург-Вурцах и Вальдбург-Цайль были в 1803 г. пожалованы княжеским титулом.
Многие из Вальдбургов прославили себя во время Реформации:
- Георг фон Вальдбург (1488—1531) — полководец Швабской лиги, ответственный за подавление Крестьянской войны; при Бёблингене он истребил не менее 3000 повстанцев.
- Отто фон Вальдбург[англ.] (1514-73) — католический теолог, занимавший во время заключения Аугсбургского религиозного мира (1554) кафедру князя-епископа Аугсбурга.
- Гебхард фон Вальдбург (1547—1601) — курфюрст и князь-архиепископ Кёльна, который вступил в брак со своей возлюбленной, Агнессой фон Мансфельд, ради чего перешёл в кальвинизм. Эти события спровоцировали вооружённый конфликт католиков и протестантов за господство в Кёльне.

Фридрих Вальдбург (1494—1554) записался в тевтонские рыцари и, в отличие от сородичей, примкнул к Реформации. От него происходит восточнопрусская линия Вальдбург-Капустигаль, просуществовавшая до 1745 года. Основными резиденциями прусских Вальдбургов были Капустигаль (также именуемый Вальдбург, ныне Прибрежный) и Фридрихштейн (на территории посёлка Каменка). Из этой линии рода происходил Вольфганг Кристоф фон Вальдбург (1643—1688), прусский генерал, наместник Пиллау, памятный в венгерской истории отвоеванием Эстергома у турок в 1683 году.
Основные земли Вальдбургов, расположенные между Дунаем и Иллером, при проведении германской медиатизации (1803) были включены в состав Вюртемберга как особое княжество. Представителям рода было гарантировано наследственное членство в баварском и вюртембергском ландтагах.
В начале XX века при инвентаризации имущества замка Вольфегг была обнаружена старейшая карта, на которую нанесено слово «Америка», — карта Вальдземюллера. И прошло ещё сто лет, прежде чем (в 2003 году) эту уникальную карту за 10 млн долларов приобрела у князя Вальдбурга библиотека Конгресса США.
- Резиденции Вальдбургов
- С вершины родового замка Вальдбург открывается вид на Боденское озеро и альпийские предгорья
- Княжеский замок Вольфегг
- Замок Вольфегг в 1628 году
- Концерт в Рыцарском зале замка Вольфегг
- Ренессансный дворец-замок Цайль (1599-1614)